# 奥ヒマラヤ禁断の王国・ムスタン
『奥ヒマラヤ禁断の王国・ムスタン』（おくヒマラヤ きんだんのおうこく ムスタン）は、1992年秋に日本放送協会（NHK）が『NHKスペシャル』で放送した2回シリーズのドキュメンタリー番組である。

## 番組概要
ネパール王国政府の協力のもとに、外国人立入禁止が解除されたばかりのムスタン王国について取材・制作された。
- 第1回 幻の王城に入る  1992年9月30日 19時-20時45分
- 第2回 極限の大地に祈る 1992年10月1日 20時-20時45分

1993年2月3日付『朝日新聞』朝刊は、「主要部分 やらせ・虚偽」の見出しをつけ一面トップで、金銭を渡して住民に雨乞いをさせたり、取材スタッフに高山病のまねをさせるなど、番組制作にあたって数々のやらせ行為があったことをスクープした。
これに対してNHKは、2月5日夜「内容の一部に事実と異なる点やゆきすぎた表現があった」として放送法にもとづく訂正放送を2分30秒おこない謝罪した。さらに、「ムスタン取材」緊急調査委員会（委員長は放送総局長の曾我健）を設置、2月17日調査の結果を報告した。調査委員会は、事実と異なる点3点や行き過ぎた表現3点などを挙げ、番組の基本テーマの描き方に誤りはなかったものの、番組を面白くしたいと思うあまり、過剰な演出をし、また事実確認を怠り誇張した表現をしたことが批判を招いた原因である、と分析した。スクープ直後の新聞各紙の報道で繰り返し「やらせ」の語が登場するのと対照的に、NHKの20ページ約19700字に及ぶ報告書に「やらせ」の文字は皆無であった。
1993年3月19日、NHKに対し虚偽報道であるとして郵政大臣名で厳重注意の行政指導が為された。
1994年10月、当時NHK取材班に同行していたフォトジャーナリスト小松健一はリベルタ出版（2018年廃業）から『ムスタンの真実―「やらせ」現場からの証言』を上梓、「やらせ」取材の舞台裏を伝えた。
第2回東京スポーツ映画大賞において、当番組に「記録文化映画賞」が、また「高山病を熱演したスタッフ」に対して「助演男優賞」が贈られている。

## 経緯
- 1992年9月30日 - 10月1日 - NHKスペシャル「奥ヒマラヤ禁断の王国・ムスタン」2回シリーズのドキュメンタリーとして放送。ネパール・ムスタン地区は標高3800mにある鎖国政策の取られた自治的地区で、NHKが他メディアに先んじてネパール政府から入国取材の許可を得て2年の予備調査と3ヶ月の現地撮影。世界ではじめて厳しい自然の中で暮らす人々の姿を伝えたと、番組は好評を博した 。
- 1992年12月 - NHK、好評をうけて年末に総集編の放送
- 1993年2月3日 - 朝日新聞朝刊の一面トップ扱いでスクープ報道。「主要部分 やらせ・虚偽」の見出しのもと一連の不正報道を報じ始めた。過酷な自然を描くために、高山病の演技、流砂をつくる、降雨があったのに雨乞いし、別の馬を撮影し渇水で死んだとし、ヘリコプターで現地に入りながら徒歩で入ったように描いたことなど、約60ヶ所の虚偽シーンがあったことを同行カメラマンと現地ガイドの証言を主な取材源としながら指摘した。
- 同紙夕刊、番組に登場したオオカミの子供を持ち帰り、番組放送に合わせて動物園に寄贈していた事実と番組PRに利用してるならば希少動物保護のワシントン条約の精神に反すると問題を報じた。
- 朝日の指摘を受けてNHKは緊急調査委員会を設け、6ヶ所の問題点を認め、NHK会長川口幹夫は「番組は事実を歪めた」と陳謝し、「訂正放送」を迫られた。
- 2月4日 - 朝日新聞、NHKの認めた6ヶ所をはるかに上回る19ヶ所の「ヤラセ」シーンを指摘。
- 2月5日 - 朝日新聞、番組ディレクターが視聴率増加のために放映に合わせて「良い番組なので子供に見せてほしい」という内容の大量の手紙を東京・神奈川の小中高校に送っていたと報じた。NHKにはこの3日間に2600件の抗議電話が殺到した。
- 2月6日 - 朝日新聞、NHK関連会社が日産自動車からPRビデオ制作などの名目で1000万円超の資金提供を受けていたことと、番組に登場する車両に日産製のものを使用し、「NISSAN」というステッカーを貼って撮影していたことを報じ、放送法の禁じるNHKの「広告の放送」にあたる可能性を指摘。増加した関連会社による外部資金調達と公共放送の電波の商業利用との疑惑を報じた。
- 2月17日 - NHKが処分を発表。川口NHK会長の減給6ヶ月。萩野靖乃NHKスペシャル番組部長の減給と解任。担当チーフディレクターの停職6ヶ月。メディアミックスとして放送素材の出版ソフト化で収益をはかる方針は「節度ある路線」に修正され、「放送現場の倫理に関する委員会」の設置によって「行き過ぎた演出」を制することとした。[5]